# Folwarki (Basses-Carpates)
Pour les articles homonymes, voir Folwarki.
Folwarki est une localité polonaise de la gmina de Cieszanów, située dans le powiat de Lubaczów en voïvodie des Basses-Carpates.